# C/2012 T4 (Макнота)
C/2012 T4 (Макнота) — одна з довгоперіодичних комет. Відкрита 13 жовтня 2012 року Робертом Макнотом. На момент відкриття мала зоряну величину 17,8.